# سترون (استریل)
ستَروَنش (به انگلیسی: sterilization) یا سِتَروَن کردن* یا استریل کردن  فرایندی است که میکروارگانیسم ها و عوامل انتقال‌گر آن‌ها از جمله قارچ، باکتری، هاگ باکتری و ویروس را از سطح اجسام از بین می‌برد. فرایند استریل کردن بسته به جنس تجهیزات نیازمند به استریل شامل روش‌های گرمایی‌خشک (فوور)، گرمایی‌مرطوب (اتوکلاو)، شیمیایی، پرتوزا (پرتوگاما) و اتوکلاو پلاسما (با پرکسید اکسیژن* و اتوکلاو اتیلن اکساید (گاز اتیلن اکساید) و پالوده می‌شوند.
سترون به معنی کاملاً عاری از باکتری یا قارچ یا ویروس یا دیگر میکروارگانیسم های بیماری‌زا و نابیماری‌زا (در مورد چیزهای بی‌جان) است. هدف از استریل کردن جلوگیری از انتقال عفونت است.
تعریف استریل در پزشکی با محیط و مواد غذایی متفاوت است. ضریب SAL* سطح اطمینان سترونش را نشان می‌دهد. در علم پزشکی {\textstyle {SAL.}10^{-6}} یعنی از ۱۰۰۰۰۰۰ ذره موجود در بسته استریل اگر یک میکروارگانیسم زنده وجود داشته باشد، آن استریل محسوب می‌گردد. در خوراکی‌ها و محیط این عدد بیشتر است.

## ضدعفونی کردن
ضد عفونی کردن از بین بردن باکتری یا قارچ یا ویروس یا دیگر میکروارگانیسم های بیماری‌زا در سطح وسایل و تجهیزات مختلف است. در عمل ضدعفونی معمول که با موادی همچون الکل، هیپوکلریت سدیم و پوویودین یُددار انجام می‌گیرد همه اجزاء میکروارگانیسم ها از جمله آندوسپور یا پریون‌ها کشته نمی‌شوند و در کارهای حساس مانند جراحی، دندانپزشکی و غیره از روش استریلیزاسیون استفاده می‌شود.
سطح ضدعفونی به انواع سطح بالا، سطح متوسط و سطح پایین تقسیم می‌شوند.

## روش‌های استریل کردن
روش‌های رایج استریل کردن عبارتند از:
1. روش حرارتی به وسیله دستگاه‌های مانند اتوکلاو و فور در این روش از تأثیر گرما و فشار بخار آب برای کشتن میکروارگانیسم ها استفاده می‌شود.
2. روش شیمیایی با مواد ضدعفونی‌گر مانند آب اکسیژنه و انجام واکنش‌های شیمیایی (مانند رادیکالهای آزاد) برای استریل کردن بهره می‌بریم.
3. روش پرتودهی با تابش پرتو گاما، پرتو ایکس و پرتو فرابنفش.
4. روش پالایش برای مایعات استفاده شده و شامل عبور دادن مایع از فیلترهای ریزبافت است.

## روش‌های‌ سترونش گرمایی ‌

### گرمای خشک
برای لوازم شیشه‌ای و فلزاتی چون پنس به کار می‌رود شامل:
1. سوزاندن: وسایل کثیف مانند باند زخم و… را با آتش می‌سوزانیم.
2. حرارت مستقیم: توسط شعله چراغ وسایلی مانند پنس و آنس را استریل می‌کنیم.
3. شعله پاشیدن: با شعله دادن به دهانه ارلن و لوله آزمایش سبب کاهش آلودگی می‌شود.

۴. دستگاه فور*: با تنظیم حرارت خشک ۱۸۰–۱۶۰ درجه سانتی گراد در این دستگاه، پس از ۲ ساعت وسایل استریل می‌شود. فور برای استریل کردن صفحه‌های شیشه‌ای، پیپت‌ها، لوله‌های آزمایش، لوازم دندانپزشکی، سرسوزن، سرنگ شیشه‌ای، ابزارهای جراحی تیز و ظریف کاربرد دارد و سبب خوردگی، زنگ‌زدگی و کندی لبه تیز وسایل نمی‌شود. وسایل دیگری مثل پارافین، ژل، پودر و غیره که امکان استریلیزاسیون به وسیله گرما را ندارند به این طریق استریل می‌شوند.

### گرمای مرطوب
گرما همراه رطوبت برای استریلیزاسیون استفاده می‌شود و شامل:
۱. جوشاندن: یکی از کهن‌ترین روش‌های استریلیزاسیون است که اطمینان چندانی ندارد. در ظرفی مقداری آب ریخته و اشیاء را در آن قرار داده و مدت ۲۰–۱۰ می‌جوشانیم.
۲. تندالیزاسیون: برای استریلیزاسیون موادی که در دمای بالای ۱۰۰ تخریب می‌شوند بکار می‌رود. برای استریل کردن مواد پروتئینی، سرم‌ها و واکسن‌ها به کار می‌رود. در سه روز متوالی ماده مورد نظر را به مدت نیم ساعت در گرما قرار می‌دهیم و بعد در دمای ۳۷ درجه جهت رشد اسپور باکتری قرار می‌دهیم.
۳. پاستوریزه‌کردن: برای از بین ریزسازواره‌‌ها بیماری‌زا در فراورده‌هایی که ماهیتشان نباید تغییر کند.
۶۶–۶۳درجه سانتی گراد به مدت ۳۰ دقیقه.
۷۸–۷۶ درجه سانتی گراد به مدت ۱۵دقیقه.
۴. روش UHT: گرمای بسیار شدید در زمان بسیار کوتاه. از این روش در سترونیدن شیر بهره می‌برند.

## روش‌های‌ استریلیزاسیون شیمیایی
برای سترونیدن اشیایی که ضدعفونی آن‌ها با حرارت مشکل یا ناممکن است معمولاً از مواد شیمیایی استفاده می‌شود. شمار بیشماری از مواد شیمیایی در غلظتهای مناسب قادر به کشتن یا ایستاندن ریزسازواره‌ها استند.
عواملی که در مؤثر بودن مواد ضدعفونی‌گر دخالت دارند عبارتند از:
1. غلظت ماده ضدعفونی‌گر
2. مدت زمانی که ماده ضدعفونی‌گر در برابر باکتری یا اشیای آلوده قرار می‌گیرد.
3. تعداد و نوع باکتری
4. ساختمان شیمیایی ماده ضدعفونی‌گز

خانم‌های خانه‌دار نباید فراموش کنند شیشه‌هایی که برای مربا استفاده می‌کنند باید سترون باشد.

### مواد بهداشتی
ٌ* دترجنت‌ها: انواع شوینده و پاک‌کننده با سازکار تخریب غشای سلولی. کلرید بنزوالکونیوم از پاک‌کننده‌ها کاتیونیک است که در آنتی سپتیک‌های پوستی مورد استفاده قرار می‌گیرد.
- صابون‌ها: املاح سدیم و پتاسیم اسیدهای چرب با زنجیره بلند با سازکار اختلال در عمل غشای سلول و افزایش تراوایی آن

### مواد شیمیایی
- الکل‌ها مانند محلول ۷۰ درصد آبی اتیل الکل یا ایزوپروپیل با سازکار بازدارنده فعالیت آنزیم‌ها یا دناتوره کردن پروتئین
- فنل‌ها مانند فنل، کروزل، لیزول … غلظتهای بالای ۲–۱٪ محلول آبی با سازکار پایین آوردن کشش سطحی و دناتوره کردن پروتئین
- یونهای فلزات سنگین مانند ترکیبات جیوه مثل مرکورکروم با غلظتهای پایین با سازکار اتصال و حذف گروه‌های سولفیدریل آنزیمها، کوآنزیمها و پروتئین‌ها را تخریب می‌کند.
- عوامل اکسیدان مانند آب اکسیژنه، هالوژن‌ها (ید، آب ژاول..) با سازکار اکسیده کردن گروه سولفیدریل
- عوامل الکیله‌کننده مانند فرمالدئید (محلول آبی ۳۷ درصد فرمالین) با سازکار جایگزینی گروه آلکیل با هیدروژن آزاد در مولکول‌های پروتئین آن‌ها را دناتوره کرده یا گروه‌های کارکردی موجود در پروتئین را نافعال می‌کنند.
- عوامل شیمی درمانی مانند آنتی‌بیوتیکهای باکتریوسید یا باکتریواستاتیک سازکارهای عمل متفاوتی دارند.

## نکاتی که در اجرای یک برنامهٔ ضدّعفونی می‌بایست مدّنظر قرار گیرد
1. نوع استفاده از ضدعفونی‌کننده (antiseptic) باید متناسب با شرایط، زمان و نوع وسیله باشد.
2. خصوصیات ضدعفونی‌کننده مورد استفاده: غلظت - دما - Ph - نوع میکروارگانیسم و …
3. عوامل زیست‌محیطی
4. سلامتی و ایمنی پرسنل؛ بعضی از ترکیبات می‌تواند برای پرسنل ایجاد مشکل کند. (عوامل جهش زا)
5. نوع میکروارگانیسم هدف

## ویژگی ماده ضدعفونی‌گر آرمانی
1. فراگیر باشد و انواع باکتری‌ها و ریزسازواره‌ها را از میان ببرد.
2. سمی نباشد.
3. زوداثر باشد و در کم‌ترین زمان عوامل عفونی را از میان بردارد.
4. محرک پوست، چشم و تنفس نباشد.

## فیلتراسیون (Filtration)
ساختمان شیمیایی بعضی از مواد مثل ویتامینها، آنتی‌بیوتیکها در اثر حرارت تغییر می‌یابند بنابراین از این روش برای استریلیزاسیون محلول‌ها استفاده می‌شود. در روش فیلتر، محلول یا مایع مورد نظر را از روی صافی دارای منافذ بسیار کوچک عبور می‌دهند. چون باکتریها از منافذ صافی بزرگترند، در روی صافی باقی می‌مانند و از مایع استریل جدا می‌گردند.
غشای فیلترهایی که در باکتریولوژی مورد استفاده قرار می‌گیرند از جنس پلاستیک یا سلولز بوده که در آن سوراخ‌های بسیار ریزی در حدود mµ۴۵/۰ تعبیه شده‌است. وجود سوراخ‌های بسیار ریز مانع عبور باکتریها از فیلتر می‌گردد ولی مایکوپلاسما و ویروسها از آن عبور می‌کنند و این عمل تضمین‌کننده استریلیزاسیون نمی‌باشد. محلول‌هایی از قبیل سرم خون و مواد قندی به این روش استریل می‌شوند. انواع فیلترها شامل: Procelain – Chamberland- Berkefield – Seitz – Sintered glass